# Kulingi
Kulingi – część wsi Łebno w Polsce, położona w województwie pomorskim, w powiecie wejherowskim, w gminie Szemud. Wchodzą w skład sołectwa Łebno.
W latach 1975–1998 Kulingi administracyjnie należały do województwa gdańskiego.